# Мале Бішево
Мале Бі́шево (рос. Малое Бишево, чув. Çатрăк) — присілок у складі Козловського району Чувашії, Росія. Входить до складу Карачевського сільського поселення.
Населення — 79 осіб (2010; 95 у 2002).
Національний склад:
- чуваші — 96 %